# Резолюция Совета Безопасности ООН 1029
Резолюция Совета Безопасности Организации Объединённых Наций 1029 (код — S/RES/1029), принятая 12 декабря 1995 года, сославшись на предыдущие резолюции по Руанде, включая резолюцию 872 (1993), резолюцию 912 (1994), резолюцию 918 (1994), резолюцию 925 (1994), резолюцию 955 (1994), резолюцию 965 (1994), резолюцию 978 (1995) и резолюцию 997 (1995), Совет окончательно продлил мандат Миссии ООН по содействию Руанде (МООНПР) до 8 марта 1996 года и скорректировал её мандат.
Было отмечено, что элементы старого режима все ещё ведут военные приготовления и совершают вторжения в Руанду, и соседние страны должны принять меры для предотвращения этого, и в этом контексте приветствовалось принятие Резолюции 1013 (1995). Руанда должна обеспечить атмосферу доверия и уверенности для безопасного возвращения беженцев. Правительство Руанды получило высокую оценку за усилия по содействию миру, безопасности, реконструкции и восстановлению в стране.
После окончательного продления мандата МООНПР до 8 марта 1996 года, нынешние условия потребовали корректировки её мандата следующим образом:
(a) содействовать безопасному возвращению беженцев;

(b) оказание помощи правительству Руанды в содействии созданию атмосферы доверия для возвращения беженцев;

(c) содействовать Верховному комиссару ООН по делам беженцев и оказывать материально-техническую поддержку;

(d) содействовать обеспечению безопасности Международного уголовного трибунала по Руанде.
Затем Генеральному секретарю ООН Бутросу Бутросу-Гали было предложено:
(a) сократить численность сил МООНПР до 1 200 военнослужащих;

(b) сократить число военных наблюдателей, штабного и другого вспомогательного персонала до 200 человек;

(c) начать планирование полного вывода МООНПР;

(d) вывести компонент гражданской полиции МООНПР;

(e) изучить возможность передачи нелетального оборудования МООНПР для использования в Руанде.
Гуманитарная помощь Руанде приветствовалась и настоятельно рекомендовалась, а генеральному секретарю было предложено доложить Совету к 1 февраля 1996 года о выводе МООНПР. Резолюция была принята на фоне призывов Руанды покинуть миссию и заявлений о том, что она «ничего не сделала для предотвращения резни, и они [МООНПР] даже не помогли людям, находящимся в опасности».